# Mathias Martin (Architekt)
Mathias Martin (* 27. November 1882 in Welscheid; † 8. November 1943 in Luxemburg) war ein luxemburgischer Architekt und Autor.
Martin schuf nach dem Ersten Weltkrieg mit Kollegen wie Louis Rossi (1899–1957), Nicolas Petit (1876–1953), MUH Gus Schoppen (1890–1931) unter anderem die „moderne Stadt“ Luxemburg. Robert Philippart bezeichnete Martin sogar als „Visionär des l’art nouveau“.
Als Martins bekannteste Bauten gelten heute die Villa Pauly und das Hotel Carlton, die beide unter Denkmalschutz stehen.